# KAJ
KAJ (произн. кай) — музыкальная и комедийная группа из Вёро в Остроботнии, Финляндия. Группа происходит из финно-шведской культуры и выступает на вёроском диалекте шведского языка. В состав группы входят Кевин Хольмстрём, Аксель Оман и Якоб Норргорд, чьи инициалы образуют название группы (само по себе это распространённое шведское имя). Музыка KAJ охватывает несколько жанров, включая поп (K-pop, латиноамериканскую), рок, рэп, оперу, диско и шлягеры, нередко с элементами юмора и сатиры. 
Группа являлась представителем Швеции на конкурсе песни «Евровидение-2025» с песней «Bara bada bastu», заняв там 4 место.

## История формирования группы
Аксель Оман и Якоб Норргорд впервые встретились на футболе в Вёро, где они стали близкими друзьями. Позже Кевин Хольмстрём познакомился с Акселем, когда оба были на мотокроссе в Рёукасе, Вёро, где он помог Акселю вытолкнуть его заглохший Suzuki из леса. Кевин и Якоб встретились на школьной дискотеке в Максмо, так как у них был общий друг Аксель.
Позже юноши начали ходить в одну школу, что поспособствовало укреплению их дружбы. И в 2009 году они образовали комедийное трио KAJ.

## Мюзиклы и награды
KAJ написали сценарий и тексты песен, а также выступили в качестве продюсеров постановок двух мюзиклов в Wasa Theatre: Gambämark (2018) и Botnia Paradise (2021).
В 2013 KAJ получили первую премию имени Лейфа Шёстрёма, присуждённую фондом Гарри Шауманса. В том же году их песня «Heimani i skick» получила награду за лучшую любительскую постановку в области кино/ТВ/видео на финнско-шведском фестивале Nöjesgalan. В 2014 году KAJ были награждены медалью Svenska Natten за продвижение финнских шведских диалектов. В 2015 году группа была удостоена звания «Почётные жители Остроботнии». В 2021 году KAJ получили награду Остроботнии как «Сельское лицо года», присуждаемую Aktion Österbotten и Österbottens förbund. После победы на Melodiefestivalen KAJ были названы Svenska Bastuakademien «Промоутерами года сауны 2025 года», награда будет вручена 14 июня.

## KAJ в чартах
16 марта 2025 года песня «Bara Bada Bastu» достигла первой позиции в шведском радиочарте Svensktoppen, набрав 192 балла, что стало первым случаем, когда группа возглавила чарт. Песня также возглавила Digilistan 22 марта 2025 года после трех недель в чарте, поднявшись со второго места на предыдущей неделе.

## Melodiefestivalen и Евровидение 2025
В 2025 году KAJ приняли участие в шведском Melodiefestivalen 2025 с песней «Bara bada bastu», напрямую пройдя в финал. В конечном итоге они выиграли, набрав 164 очка, тем самым обеспечили себе проход в песенный конкурс Евровидение 2025 в Базеле, Швейцария. Эта песня станет первой шведскоязычной песней, отправленной от Швеции с 1998 года. Песня достигла огромного успеха во всем мире, возглавив глобальный чарт Spotify. В последний раз песня на шведском языке на Евровидении исполнялась в 2012 году, когда Финляндию представляла шведская певица Пернилла Карлссон с песней När jag blundar.